# Mercury Topaz
Mercury Topaz — компактный автомобиль, выпускавшийся подразделением Mercury компании Ford с 1983 по 1994 год.

## Описание
Впервые Mercury Topaz был представлен в мае 1983 года. Представляет собой ребеджинговый вариант Ford Tempo.
Модель выпускалась в комплектациях GS и LS. В 1988 году автомобиль был значительно модернизирован: линия крыши стала напоминать по форме Lincoln Continental. В то же время в модельный ряд Mercury Topaz были добавлены спортивные автомобили: купе XR5 и седан LTS.
В 1992 году XR5 был переименован в Topaz Coupé. Как и LTS, автомобиль стал оснащаться 3,0-литровым двигателем Vulcan V6.
К весне 1994 года было выпущено около 950000 экземпляров. Преемником стал Mercury Mystique.

## Галерея
- Mercury Topaz (1985—1988)
- Mercury Topaz (1988—1992)
- Mercury Topaz Coupé (1992—1994)